# 戰神 (電視劇)
《戰神》是據惣領冬實的漫畫改編的電視劇，2004年由柴智屏策劃拍攝，蔡岳勳導演的台湾偶像剧，由周渝民、徐熙媛、修杰楷、赖雅妍主演。劇末播出幕後花絮《Fun Fan Run》。

## 演員陣容

### 主要角色
| 角色   | 演員           | 暱稱/職業/介紹                                                                      | 登場集數          |
| 陳零   | 周渝民（成年） | 零 21歲，大二生 陳聖雙胞胎哥哥，與綺羅相愛，被桐島喜歡                              | 全劇              |
| 陳零   | 張宇文（少年） | 母親外遇生下的孩子 5、6歲時母親過世後，被父親送到美國洛杉磯寄養八年                 | 12                |
| 陳聖   | 周渝民         | 陳零雙胞胎弟弟，17歲自殺身亡                                                        | 4-6、12-13        |
| 陳聖   | 張宇豪（少年） | 母親外遇生下的孩子 5、6歲時母親過世後，被父親送到美國洛杉磯寄養八年                 | 12                |
| 韓綺羅 | 徐熙媛         | 綺羅 20歲，大二生 與陳零相戀                                                        | 全劇              |
| 安達也 | 修楷           | 達也 20歲，綺羅高中及大學同學 曾喜歡過綺羅，後與晴美在一起                          | 全劇              |
| 賴晴美 | 賴雅妍         | 晴美 21歲，大二生 陳零同學和前女友之一 曾很喜歡陳零，後與綺羅成為好友，與達也在一起 | 全劇              |
| 范桐島 | 安鈞璨         | 桐島 19歲，大一生 愛慕零，曾經殺過人                                                | 1、3、6-10、12-13 |

### 其他角色
陳家
| 角色   | 演員           | 介 紹                                          | 登場集數 |
| 陳崇之 | 李李仁（青年） | 零和聖的父親，實際為伯父                       | 12-13    |
| 陳崇之 | 張國柱（老年） | 零和聖的父親，實際為伯父                       | 7、11-13 |
| 方敏   | 丁寧           | 陳崇之的女友，幫助勸說零回家                   | 11-13    |
| 宵芷   | 張虹           | 零和聖的媽媽，自殺身亡                         | 4、6、12 |
| 陳曉彥 | 王傳一         | 零和聖的生父，但在孩子未出生就已因賽車意外過世 | 12-13    |

韓家
| 角色   | 演員   | 介 紹                  | 登場集數   |
| 綺羅母 | 應采靈 | 韓綺羅的母親           | 1-2、8、10 |
| 韓耀之 | 湯志偉 | 綺羅的継父，曾強暴綺羅 | 9-11       |

賽車場
| 角色 | 演員     | 介 紹                                    | 登場集數 |
| 明高 | 戴立忍   | 自由賽車手，卻在比賽中因事故失去了一條腿 | 1-2、4   |
| 響子 | 本多RuRu | 女賽車高手，明高夢想與愛情的伴侶         | 1-2、4-5 |
|      | 林立洋   | 與明高同時期的賽車手，來自歐洲一著名車隊 | 4-5      |

大學
| 角色     | 演員   | 介 紹                                                                                      | 登場集數           |
| 史老師   | 劉亮佐 | 零的大學老師，陳崇之的老同學                                                               | 1-3、5-6、9-10、13 |
| 方老師   | 何豪傑 | 曾在課後非禮綺羅，後被零嚇得辭職                                                           | 1-2                |
| 倉澤學長 | 高浩鈞 | 高年級的學長，美術社優等生，抄襲綺羅創意的作品〈母與子〉去參加比賽並獲獎，被零修理，後退學 | 3-4                |
| 阿濱     | 林智文 | 零的大學學長，曾經被零打敗，後成為好友                                                     | 3-5、7-8、10       |
| 沙織     | 蕭瀟   |                                                                                            |                    |
| 知佳     |        | 零的大學同學，最後參加歌唱海選                                                             | 13                 |
|          | 周姮吟 | 零的大學同學、前女友之一                                                                   | 3、6               |

療養院
| 角色 | 演員   | 介 紹                      | 登場集數 |
| 院長 | 李志希 | 療養院院長                 | 1、4、12 |
| 醫師 |        | 在療養院開導范桐島的女醫師 | 12       |

其他
| 角色   | 演員   | 介 紹                                                  | 登場集數 |
| 莎織   | 蕭瀟   | 零的初戀，重見零後要求零與她重新發展                   | 5-7      |
| 李竹邑 | 郭世倫 | 零的高中同學，幫助紗織尋找零的下落                     | 5-7      |
| 田警官 | 蔡岳勳 | 警官，處理過當年零的案子                               | 8-9      |
| 阿健   | 黃泰安 | 陳零的鄰居                                             | 10、13   |
| 老闆娘 | 唐琪   | 日本餐廳的老闆娘，陳家的老朋友，幾乎知道陳家所有的往事 | 11       |
| 羅武男 |        | 知佳在捷運上撞到的人，在零老爸的公司上班               | 13       |

## 工作人員
- 出品人　：柴智屏
- 監　　製：華視節目部
- 製作人　：蔡揚名、王傳仁
- 總策劃　：陳玲玲、陳倩如
- 策　　劃：蔡政良、于美珍、陳春子
- 企　　編：楊士藩
- 編劇統籌：徐譽庭
- 編　　劇：徐譽庭、虞小卉
- 執行導演：林清芳
- 副導演　：吳莉萍
- 專案執行：歐易潔
- 海外統籌：閻立學
- 企劃執行：沈慧卿、鄒維剛、謝秉勳
- 攝　　影：林文凱
- 攝影助理：卓訓皓、王永慶
- 燈　　光：李紹榮
- 燈光助理：曾凱倫、吳逸群
- 動作指導：鄭童村、蘇原賜、陳子強
- 特技指導：陳純民、陳維良
- 鋼絲特技：孫玉峰
- 美術指導：張玳
- 美術組　：林墨、王詩蕙、袁詠榕、廖光宏、陳鯨文
- 製　　片：林清芳、李小妍
- 場　　記：楊鈞皓、蔡宓潔
- 執行製作：柯慈輝、陳孟生
- 製作群　：賴心瑩、呂昭明、蔡凱欣、蔡襦鋕、劉堯平、徐文擎、陳毅軒、陳韋翰、黃健銘、黃惠玲、陳禹彤
- 成　　音：采像傳播
- 場　　務：力榮影視
- 化　　妝：楊一林造型工作室
- 服　　裝：徐小嵐、陳怡伶
- 服裝助理：鍾雅蘭
- 髮　　型：In Hair Culture、Ranny、Mia
- 剪　　輯：好主意傳播、吳寶玉
- 配樂指導：陳建騏
- 後期導演：王子維
- 動畫特效：架構影像工作室、于欽孝、張俊偉、胡時英
- 音樂特效：賴又綾、金鼎錄音室
- 後　　製：彭睿穎、蔡佳翰、盧厚樺、蔡孟勳、悅多影像製作
- 字　　幕：陳淑華
- 片頭設計：唐逸
- 劇　　照：阮弘毅、陳秋良
- 公關宣傳：黃曉鈴、田茂慧
- 視覺設計：江中一、姜佑駪
- 聯合製作：可米瑞智文化傳播事業公司、揚名影視股份有限公司

## 原聲帶
《戰神》電視原聲帶由新力博德曼製作發行，片數為1CD。原聲帶中收錄了劇中所有歌曲和部分配樂。台灣於2004年9月3日發行。
| 曲序 | 曲目                                    |        | 作曲       | 编曲           | 演唱           | 时长 |
| ---- | --------------------------------------- | ------ | ---------- | -------------- | -------------- | ---- |
| 1.   | 零（片頭曲）                            | 柯有倫 | 鍾國鋒     | 鍾成虎         | 柯有倫         | 4:43 |
| 2.   | 讓我愛你（片尾曲）                      | 天天   | 川江美奈子 | 侯志堅         | 周渝民、徐熙媛 | 5:00 |
| 3.   | 白色戀曲                                | 天天   | 管啟源     | Terence Teo    | RaRa           | 3:50 |
| 4.   | The Hardest Note                        | 賴雅妍 | 林尚德     | 呂紹淳、鍾成虎 | 賴雅妍         | 4:50 |
| 5.   | 說愛我                                  | 易家揚 | 深白色     | 鮑比達         | 梁一貞         | 4:51 |
| 6.   | 明天                                    | 小寧   | 小寧       | 小寧           | 大地樂團       | 3:32 |
| 7.   | 我可以                                  | 陳鎮川 | 平井堅     | 呂聖斐         | 游鴻明         | 5:36 |
| 8.   | 零 (演奏版)（零的自我分裂之歌）         |        | 鍾國鋒     | 薛忠銘         |                | 5:31 |
| 9.   | 我可以 (演奏版)（達也的深情吶喊之歌）   |        | 平井堅     | 陳建騏         |                | 3:26 |
| 10.  | 讓我愛你 (演奏版)（綺羅的壓抑情感之歌） |        | 川江美奈子 | 鍾成虎         |                | 2:39 |
| 11.  | 說愛我 (演奏版)（晴美的渴望有愛版之歌） |        | 深白色     | 陳建騏         |                | 3:20 |
| 12.  | 白色戀曲 (演奏版)（桐島的白色之歌）     |        | 管啟源     | 洪筠惠         |                | 2:48 |

## 收視率
華視週六晚間首播收視率
| 播映日期       | 集數 | 平均收視率 | 收視排名 | 備註                          |
| -------------- | ---- | ---------- | -------- | ----------------------------- |
| 2004年07月31日 | 01   | 1.86       | 1        | 15到44歲：2.81 15到29歲：6.57 |
| 2004年08月07日 | 02   | 1.47       | 1        |                               |
| 2004年08月14日 | 03   |            |          |                               |
| 2004年08月21日 | 04   |            |          |                               |
| 2004年08月28日 | 05   |            |          |                               |
| 2004年09月04日 | 06   | 1.36       | 1        |                               |
| 2004年09月11日 | 07   | 1.55       | 1        |                               |
| 2004年09月18日 | 08   |            |          |                               |
| 2004年09月25日 | 09   |            |          |                               |
| 2004年10月02日 | 10   |            |          |                               |
| 2004年10月09日 | 11   |            |          |                               |
| 2004年10月12日 | 12   |            |          |                               |
| 2004年10月23日 | 13   |            |          | 完結篇                        |
| 平均收視率     |      |            |          |                               |

- 同時段偶像劇：民視：《眉飛色舞》
- 由AGB尼爾森調查，調查範圍是四歲以上收看電視之觀眾。

## 周邊商品
書籍
- 戰神MARS電視寫真書（八大電視台編輯）時代出版社
  - 2004年8月15日發售、ISBN 957-296-373-2

DVD
發售日期：2005年2月4日、產品編號：SDDVD0506、EAN 471-6331-05069-5（發行商：SONY MUSIC）6片裝

## 作品的變遷
| 華視主頻道 星期六 21:30 | 華視主頻道 星期六 21:30      | 華視主頻道 星期六 21:30 |
| ----------------------- | ---------------------------- | ----------------------- |
|                         | 戰神 (2004.07.31-2004.10.23) |                         |
| --                      | 愛情魔戒                     |                         |

| 八大戲劇台 星期一至五 22:00 | 八大戲劇台 星期一至五 22:00  | 八大戲劇台 星期一至五 22:00 |
| --------------------------- | ---------------------------- | --------------------------- |
|                             | 戰神 (2005.10.10-2005.11.04) |                             |
| （待考證）                  | （待考證）                   |                             |

## 外部連結
- 華視 戰神官方網站（繁體中文）
- 八大 戰神官方網站（繁體中文）
- 〈華視開「戰」 電視圈天翻地覆 （页面存档备份，存于）〉，《自由時報》，2004年7月16日。
- 陳慰慈：〈仔仔迷譙華視輕視《戰神》：轟宣傳不夠力 爆出經費拮据 （页面存档备份，存于）〉，《蘋果日報》，2004年7月23日。
- 互联网电影数据库（IMDb）上《戰神》的资料（英文）